# 茨城県道320号下小川停車場線

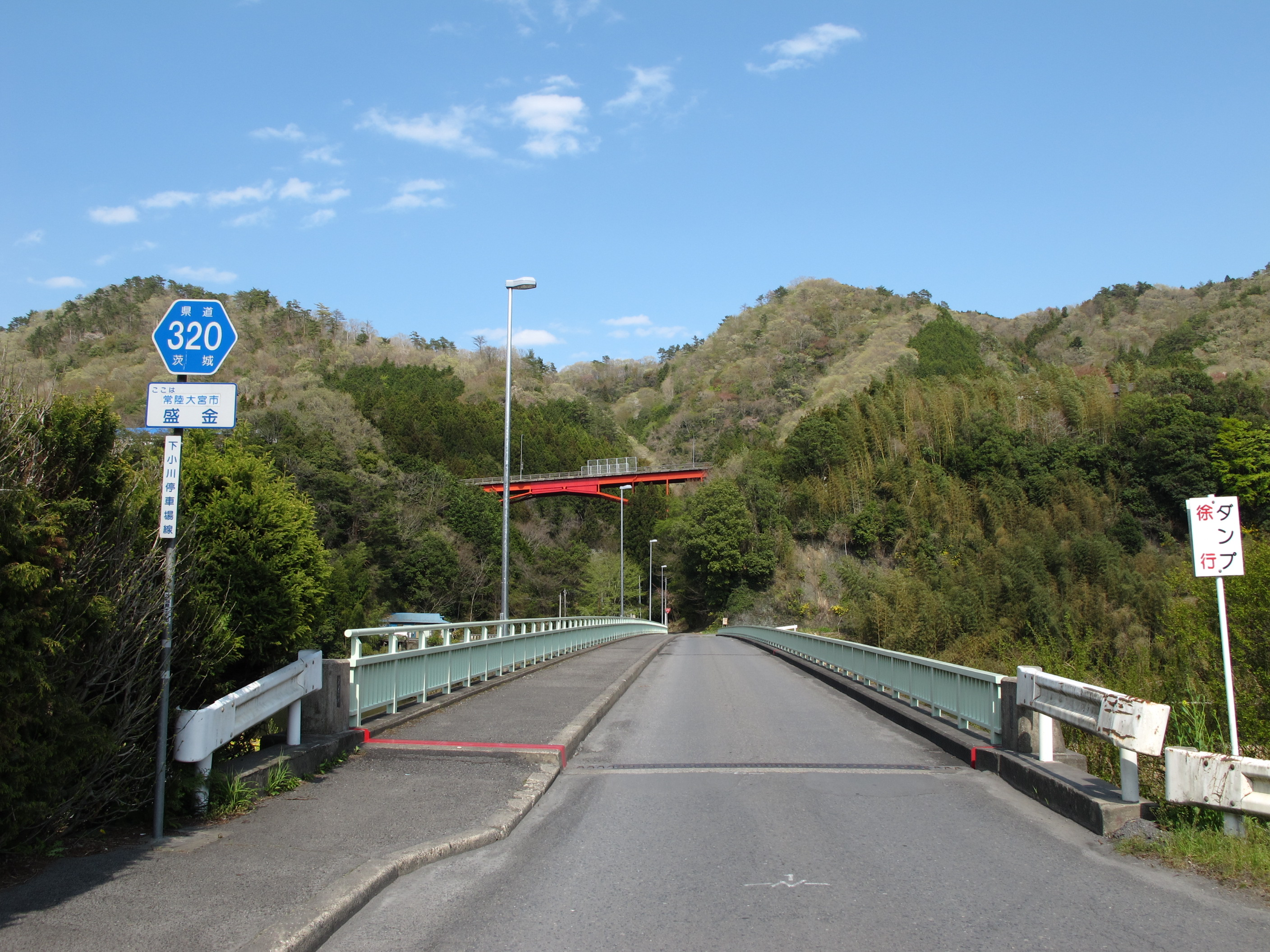
茨城県道320号下小川停車場線
常陸大宮市盛金（2014年4月）
久慈川右岸側から下小川橋を見る。遠方の赤い橋は国道118号。

茨城県道320号下小川停車場線（いばらきけんどう320ごう しもおがわていしゃじょうせん）は、茨城県常陸大宮市にあるJR水郡線下小川駅と接続する県道である。

## 概要
JR水郡線下小川駅を起点に、久慈川に架かる下小川橋を渡り国道118号に接続する延長約1.9キロメートル (km) の茨城県の一般県道である。茨城県常陸大宮市盛金地区内で完結する。

### 路線データ
- 起点：常陸大宮市盛金2328番（下小川駅）[1][2]
- 終点：常陸大宮市盛金1049番10（国道118号交点）[2]
- 総延長：1.909 km[3]
- 重用延長：なし[3]
- 未供用延長：なし[3]
- 実延長：1.909 km[3]
- 自動車交通不能区間延長[注釈 1]：なし[3]

## 歴史
1959年（昭和34年）10月14日、新たな県道として那珂郡山方町大字盛金の下小川停車場を起点とし、二級国道水戸郡山線（現：国道118号）交点を終点とする区間を本路線とする県道下小川停車場線として茨城県が県道の路線に認定した。1995年（平成7年）に茨城県が行った県道の路線再編の際に整理番号320となり、現在に至る。

### 年表
- 1925年（大正14年）8月15日：下小川駅が開業する。
- 1930年（昭和5年）2月11日：現在の路線の前身である下小川停車場盛金線が路線認定される[4]。
- 1959年（昭和34年）10月14日
  - 現在の路線が路線認定される（図面対照番号148）[5]。
  - 道路の区域は、那珂郡山方町大字盛金の下小川停車場から那珂郡山方町大字盛金の二級国道水戸郡山線交点までと決定される[1]。
- 1964年（昭和39年）7月3日：車両制限令第5条1項[注釈 2]に基づく指定（路線対象番号148 下小川停車場線：下小川停車場 - 水戸郡山線交点）を受ける[6]。
- 1973年（昭和48年）1月18日：起点側の路線が840 m延長され、道路区域が那珂郡山方町大字盛金祝戸 - 同町大字西金字平山（延長1,984.8 m）となる[2]。
- 1995年（平成7年）3月30日：整理番号206から現在の番号（整理番号320）に変更される[7]。

## 路線状況
全区間がセンターラインの無い1車線の道路で、接続する国道が久慈川左岸の高台にあるので、下小川橋から終点までの区間は高低差があり、小刻みなカーブがあって見通しは悪い。交通量全体は少ないが、大型ダンプカーの通行が比較的多く「ダンプ徐行」の標識も見られる。

### 道路施設

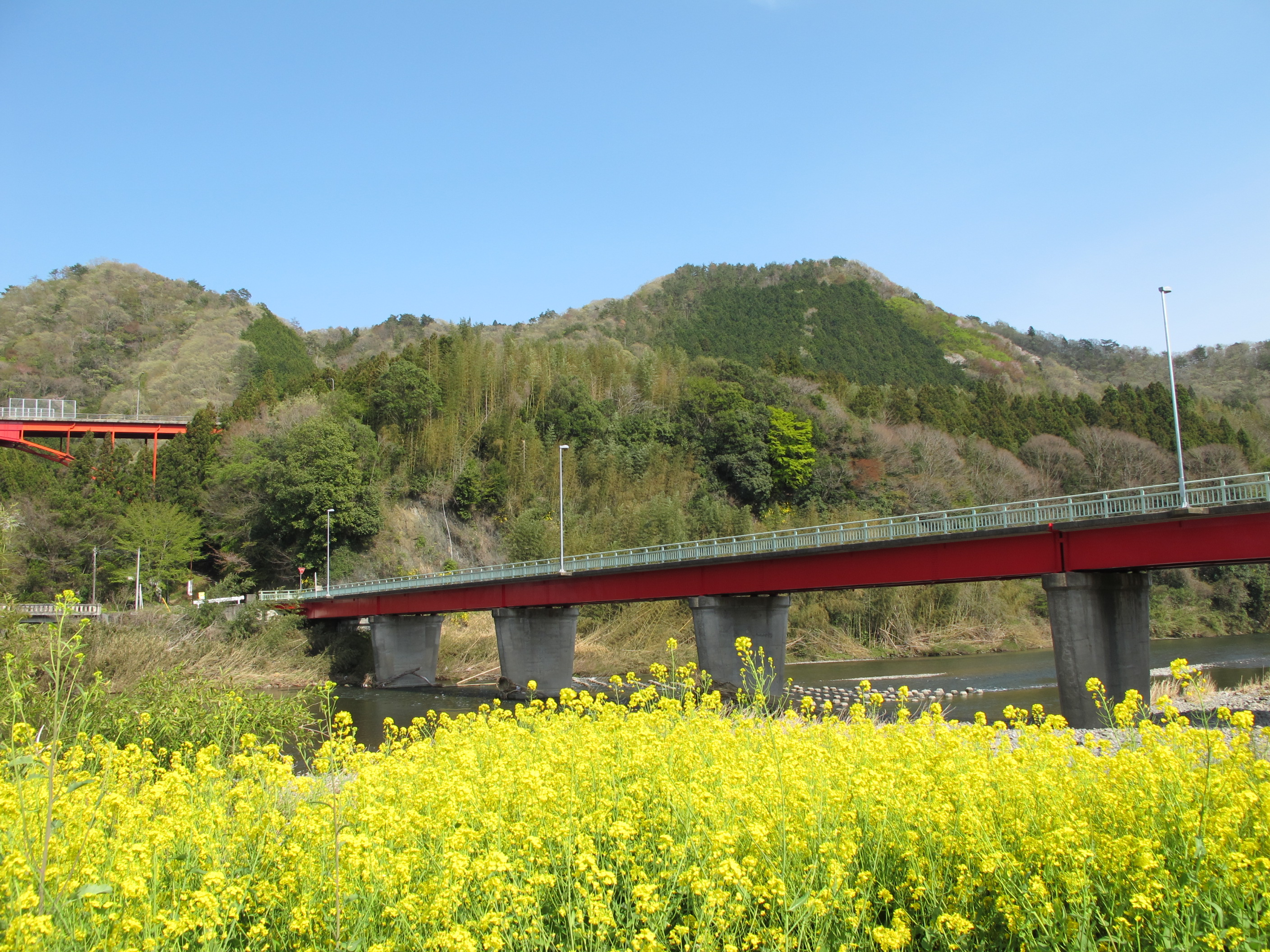
久慈川に架かる下小川橋

- 下小川橋（久慈川、常陸大宮市盛金）

## 地理
久慈川右岸（西側）の下小川駅周辺は集落のなかを県道が通る。下小川橋を渡り、対岸の久慈川左岸（東側）沿いは崖に沿った傾斜路である。

### 接続する道路
- 茨城県道321号上檜沢下小川停車場線

### 沿線
- JR水郡線 下小川駅
- 盛金富士（標高341 m）